# Reliktwald Lampertheim und Sandrasen untere Wildbahn
Reliktwald Lampertheim und Sandrasen untere Wildbahn este o arie protejată (arie specială de conservare — SAC, sit de importanță comunitară — SCI) din Germania întinsă pe o suprafață de 844,45 ha, integral pe uscat.

## Localizare
Centrul sitului Reliktwald Lampertheim und Sandrasen untere Wildbahn este situat la coordonatele 49°35′36″N 8°33′17″E / 49.5933°N 8.5547°E.

## Înființare
Situl Reliktwald Lampertheim und Sandrasen untere Wildbahn a fost declarat sit de importanță comunitară în iulie 2001 pentru a proteja 5 specii de animale. Situl a fost protejat și ca arie specială de conservare în martie 2008.

## Biodiversitate
Situată în ecoregiunea continentală, aria protejată conține 4 habitate naturale: Vegetație psamofilă uscată cu Calluna și Genista, Vegetație psamofilă uscată cu pășuni deschise de Corynephorus și Agrostis, Păduri de fag Luzulo-Fagetum, Păduri acidofile de stejar bătrân cu Quercus robur pe câmpii nisipoase.
La baza desemnării sitului se află mai multe specii protejate:
- păsări (2): fâsă-de-câmp (Anthus campestris), sfrâncioc roșiatic (Lanius collurio)
- mamifere (1): liliac cu urechi mari (Myotis bechsteinii)
- nevertebrate (2): croitorul mare al stejarului (Cerambyx cerdo), rădașcă (Lucanus cervus)

Pe lângă speciile protejate, pe teritoriul sitului au mai fost identificate 6 specii de plante.